# Sapphirina vorax
Sapphirina vorax är en kräftdjursart som beskrevs av Giesbrecht 1891. Sapphirina vorax ingår i släktet Sapphirina och familjen Sapphirinidae. Inga underarter finns listade i Catalogue of Life.